# Hofanlage Huntorf 1
Die Hofanlage Huntorf 1 in Elsfleth-Huntorf (Bauernschaft Moorriem) stammt aus dem 19. Jahrhundert.

Aktuell (2023) wird sie als Wohnhaus und als Garten Moorriem genutzt.
Die Gebäude stehen unter Denkmalschutz (siehe auch Liste der Baudenkmale in Elsfleth).

## Geschichte
Butteldorf und Huntorf im südlichen Drittel der sich über etwa 16 Kilometer erstreckenden Marschhufensiedlung Moorriem wurde nach 1062 gegründet und erhielt im 14. Jahrhundert die heutige langgestreckte Parzellenstruktur, wie die von Butteldorf 31 und 33 sowie Huntorf 1, 3, 7, 11 und 13. Lange Zufahrten führen auf die großen Dielentore der östlichen Wirtschaftsgiebel der sieben Hallenhäuser.
Die Hofanlage auf einer Wurt besteht aus
- dem eingeschossigen giebelständigen Wohn- und Wirtschaftsgebäude aus der ersten Hälfte des 19. Jahrhunderts als Zweiständer-Hallenhaus, mit Wirtschaftsgiebeln in Fachwerk mit Steinausfachungen und um 1900 erneuerten Seitenwänden und Wohngiebel in Backstein, mit reetgedecktem Krüppelwalmdach und Niedersachsengiebel, Anbau sowie Groote Door mit Korbbogen,[2]
- der eingeschossigen giebelständigen Scheune aus der ersten Hälfte des 19. Jahrhunderts in Fachwerk und Ankerbalkenkonstruktion mit Steinausfachungen, reetgedecktem Walmdach, offenem Anbau und Querdurchfahrt[3]
- sowie weiteren nicht denkmalgeschützten Nebenanlagen.

Das Landesdenkmalamt befand: „… geschichtliche und städtebauliche Bedeutung … zeigen beispielhaft die Siedlungsstruktur und -geschichte von Moorriem … .“
Der Garten Moorriem mit 10.000 m² Fläche entstand ab 2006 durch Ute und Albrecht Ziburski als Bauerngarten unter Einbezug von Hof und Wiesenlandschaft. Er war bis 2020 öffentlich zugänglich (Eintritt).
Der Hof gehört zum Ensemble der Hofanlagen Huntorf 1, 3, 7, 11, 13 und 25.